# Palacio Municipal (Cabanes)
El palacio municipal de Cabanes es un palacio gótico del siglo XV del cual tan solo se conserva la fachada principal, que presenta una ventana de tres arcos.
Se encuentra en la localidad de Cabanes, en la comarca de la Plana Alta, en la provincia de Castellón. Y actualmente en él se ubica el Ayuntamiento de la localidad,

## Historia
Cabanes adquirió una gran relevancia en la época romana, constituyendo un importante núcleo de romanización. Más tarde, durante la ocupación de la zona por los musulmanes, el núcleo poblacional existente se convirtió en una alquería dependiente del castillo de Miravet. El Cid tomó estas tierras a los musulmanes en el año 1091, y consiguió mantenerla bajo dominio cristiano hasta el año 1103. Estas tierras no volvieron a ser cristianas hasta 1243, pero con anterioridad, Jaime I de Aragón, donó las tierras en el año 1233 al Obispo de Tortosa, don Poncio de Torrella, por la ayuda aportada al monarca en la reconquista de tierras valencianas. Fue don Poncio de Torrella quien concedió carta puebla, y el Obispado de Tortosa mantuvo el señorío hasta el siglo XIX.

## Descripción
El palacio municipal de Cabanes (que en la actualidad está ubicado en la Plaza de la Iglesia, y la arcada se encuentra sobre la calle San Mateo.) fue construido en el siglo XV, y en él destacan sus ventanales trilobulados de estilo gótico y los arcos del porche y del patio interior. Pese a ello, hay autores que consideran el edificio de estilo mudéjar.
Durante la guerra civil del 36, sufrió un bombardeo que destruyó la fachada que daba a la calle San Vicente, que fue reconstruida más tarde en 1940 al acabar la guerra.
También el interior se ha visto afectado por el devenir del tiempo,pese a que se trató de restaurar tal y como debió ser en 1981.
En el edificio se encontraba la cárcel de hombres (debajo de la arcada característica del edificio) y la cárcel de mujeres (en el interior de la lonja que está debajo del mismo palacio).